# Vince Carter
Pour les articles homonymes, voir Carter.
Vincent Carter dit Vince Carter, né le 26 janvier 1977 à Daytona Beach en Floride, est un joueur américain de basket-ball qui a joué 22 saisons dans la National Basketball Association (NBA). Il mesure 1,98 m et a principalement joué arrière, mais a parfois joué ailier plus tard dans sa carrière. Carter est le seul avec LeBron James à avoir joué 22 saisons, et le seul joueur à jouer durant quatre décennies différentes (1990, 2000, 2010 et 2020). Il est considéré par un grand nombre de fan de NBA comme le meilleur dunker de l'histoire notamment et surtout grâce au Slam Dunk Contest de 2000.
Carter a joué au basket-ball universitaire pendant trois ans avec les Tar Heels de la Caroline du Nord et deux fois participé au Final Four du tournoi de la NCAA. Il a été sélectionné en 5e choix lors de la draft 1998 de la NBA par les Warriors de Golden State, qui l’ont de suite échangé aux Raptors de Toronto.
Carter est devenu une vedette à Toronto. Il a remporté le titre de rookie de l’année en 1999 et le Slam Dunk Contest lors du All-Star Game 2000. Cet été-là, il a représenté les États-Unis aux Jeux olympiques d’été, remportant une médaille d'or. Il a diverti la foule grâce à sa détente et ses dunks, acquérant des surnoms tels que "Vinsanity", "Air Canada", et "Half Man, Half Amazing".
En décembre 2004, Carter a été échangé aux Nets du New Jersey, où il a continué d’afficher de grosses statistiques. Carter a également joué pour le Magic d'Orlando, Suns de Phoenix, Mavericks de Dallas, Grizzlies de Memphis, Kings de Sacramento et Hawks d'Atlanta. Il a reçu le prix Twyman-Stokes, de coéquipier de l’année en 2016. Carter a été sélectionné au All-Star Game à 8 reprises. Il est devenu le 37e de l'histoire à dépasser le palier des 20 000 points. Avec 22 saisons à son actif, il aura marqué plus de 25 000 points, palier qu'il aura franchi grâce à un dunk.
Il a pris sa retraite sportive le 25 juin 2020.
À l’extérieur du terrain, Carter a créé la Embassy of Hope Foundation, qui vient en aide aux enfants et à leurs familles en Floride, au New Jersey et en Ontario. Il a également été reconnu en 2000 comme défenseur des enfants de l’année par la Children’s Home Society, et il a reçu le prix Points of Light du gouverneur de la Floride en 2007 pour sa philanthropie dans son État d’origine.
En août 2020, il rejoint la chaîne de télévision sportive américaine ESPN en tant qu'analyste.

## Carrière universitaire
Carter a fréquenté l’Université de Caroline du Nord à Chapel Hill, où il a passé trois saisons à jouer au basket-ball universitaire pour les Tar Heels sous la direction de Dean Smith et, plus tard, de Bill Guthridge. Au cours de la saison 1997-1998, il a été membre du nouveau système « Six Starters » de Guthridge, qui comprenait également Antawn Jamison, Shammond Williams, Ed Cota, Ademola Okulaja et Makhtar N'Diaye. Au cours de sa deuxième année et de sa saison junior, Carter a aidé son équipe à remporter deux titres consécutifs au tournoi de l’ACC et deux participations au Final Four. Il a terminé la saison 1997-1998 avec une moyenne de 15,6 points par match et a été nommé dans la Second Team All-American, First-Team All-ACC, et All-Defensive Team.
En mai 1998, Carter a déposé son nom pour la draft 1998 de la NBA, après son camarade de classe Jamison, qui s'était déclaré plus tôt ce printemps-là. Au cours du début de sa carrière en NBA, Carter a poursuivi ses études en Caroline du Nord et, en août 2000, il a obtenu un diplôme en études afro-américaines.

## Carrière NBA

### Raptors de Toronto (1998-2005)

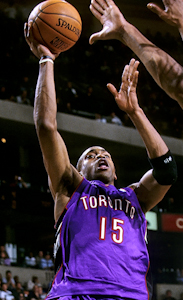
Vince Carter en novembre 2000 avec Toronto.

Il est sélectionné en cinquième position de la draft 1998 par les Golden State Warriors qui l'échangent immédiatement aux Raptors de Toronto contre son ancien coéquipier aux Tar Heels Antawn Jamison. Il devient rapidement le franchise player de l'équipe de Toronto et le chouchou de nombreux fans de la NBA grâce à ses dunks spectaculaires.
Il est nommé rookie de l'année 1999, malgré une forte concurrence : de cette draft 1998 très riche ont notamment émergé Paul Pierce, Dirk Nowitzki, Jason Williams, Mike Bibby ou encore Rashard Lewis et Al Harrington. L'année suivante, il est élu au All-Star Game et remporte le concours de dunks (le Slam Dunk Contest en février 2000), concours qualifié par certains de « l'un des trois plus beaux slam dunk contest de l'histoire »[réf. nécessaire].
Membre de l'équipe championne aux Jeux olympiques de Sydney en 2000, il réalise un dunk spectaculaire en match de poule face à la France. Face au pivot Frédéric Weis, Carter prend son élan pour partir au dunk. Weis se met en position de block, les bras le long du corps, pour profiter de sa taille (2,18 m) et attirer la faute offensive. Mais Vince Carter saute par-dessus Weis et l'enjambe pour écraser la balle dans l'arceau. En finale, l'équipe américaine rencontre les Français une nouvelle fois et les bat 85 à 75.
En NBA, l'équipe des Raptors s'améliore d'année en année, et son association avec le jeune Tracy McGrady (dont le hasard fait qu'il est un cousin éloigné) semble plus que prometteuse. Le 27 février 2000, "Vinsanity" (à peine sophomore mais déjà un All-Star à 25 points par match) plante 51 points contre les Suns de Jason Kidd. Il s'agit de son record en carrière (qu’il a égalé plus tard) à ce jour. Le 17 décembre 2000, il marque 31 points, prends 12 rebonds et réalise 6 assists face aux 40 points de Kobe Bryant des Lakers de Los Angeles pour une défaite 104-101 (il rate son dernier tir aux 3 points).
Néanmoins, McGrady quitte les Raptors en 2000-2001. Mais Carter, entouré de joueurs expérimentés (Kevin Willis, Antonio Davis), va aider son équipe à passer le premier tour des Playoffs en 2001 face aux Knicks de New York malgré des débuts particulièrement mouvementés (5/22 dans le Game 1, 5/21 dans le Game 3). Les Raptors, outsiders à l’Est, étaient menés 1-2 par les Knicks. Il score 32 points lors de la quatrième manche. Toronto a fini par sortir vainqueur de la série, la première remportée par l’organisation depuis son arrivée en NBA, ce qui permet à l'équipe d'atteindre les demi-finales de Conférence face aux Sixers de Philadelphie en 2001. La série est très disputée. "VC" a commencé avec 35 pions dans le Game 1 face aux 36 points de Iverson mais c'est Toronto qui repart avec la victoire. Il est ensuite auteur de 50 points dans le Game 3 (sa meilleure performance en playoffs à ce jour). Après de mauvaises performances sur les deux matches suivants, le numéro 15 des Raptors a sauvé son équipe avec 39 pions dans le sixième match. Lors de la septième manche, Il joue tout le match mais son adresse est en baisse (6/18 aux tirs, 20 points). Une performance qui aurait pu être oubliée s’il n’avait pas manqué l’ultime tentative de la rencontre. Menés 87-88, les Raptors ont eu une dernière chance de l’emporter et de rejoindre les finales de Conférence. Mais Carter manque le tir de la victoire à quatre secondes de la fin, perdant ainsi cette série.
Le 16 décembre 2001, il affronte les Wizards de Washington d'un Michael Jordan âgé de 38 ans qui va alors contenir "VC" durant toute la deuxième mi-temps le limitant à 23 points (8/17 aux tirs). Les Wizards gagneront 93-88 grâce à la défense de Jordan sur Carter et ses 21 points.
Durant la saison 2002-2003, Vince Carter se blesse juste avant le All-Star Game et met fin à sa saison. La saison suivante, l'équipe est décimée par les blessures et enregistre l'un des pires bilans de son histoire.
Complètement démotivé à l'entame de la saison 2004-2005, Vince Carter affiche des statistiques bien en dessous de son standing (16 points par match) et ne semble plus vouloir attaquer le panier.

### Nets du New Jersey (2004-2009)

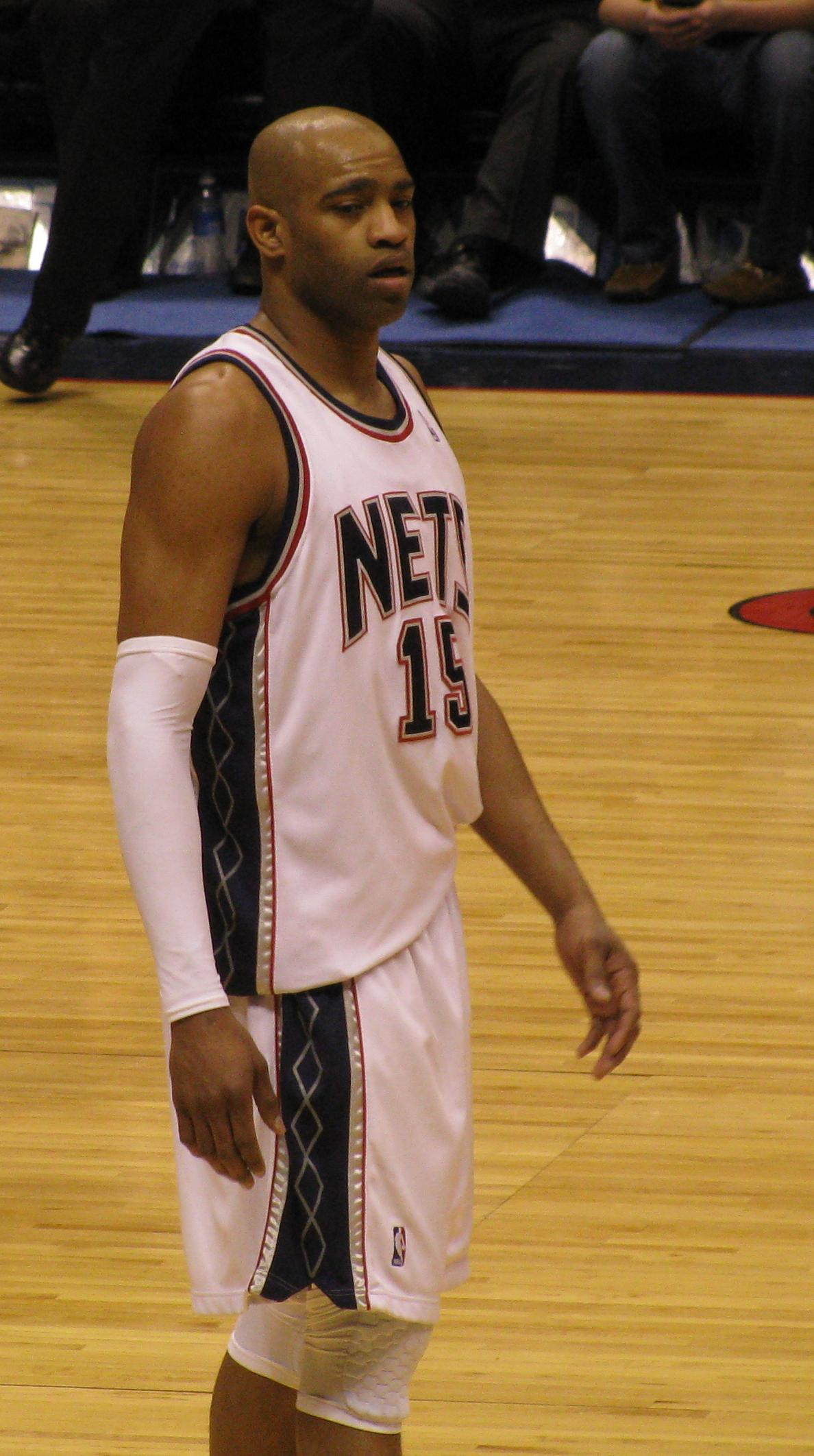
Vince Carter en mars 2009 avec les Nets.

Décrié de plus en plus par les fans et par le management qui ne voit que le transfert comme issue, il est finalement échangé en décembre 2004 avec les Nets du New Jersey contre trois joueurs : Alonzo Mourning, Eric Williams, Aaron Williams et deux futurs premiers choix de draft.
Quelques jours après son transfert, il déclare dans une interview [réf. nécessaire] avoir été démotivé à Toronto et ne pas avoir donné le meilleur de lui-même à l'entraînement comme en match, en ayant trop tendance à se reposer sur ses facilités athlétiques.
Dès son arrivée à New Jersey, il réalise de nouveau d'excellentes performances offensives, avec plusieurs matchs au-delà des 40 points, et enregistre une moyenne de 28 points marqués par match, soit 11 de plus qu'en début de saison à Toronto. 34 points le 16 décembre 2005 contre Denver. Puis 34 points contre San Antonio le 10 janvier 2006. Quatre autres pointes à plus de 30 pions, une au-dessus des 40 unités et à nouveau 51 points contre Miami. Soit 33,5 pts sur 11 matches avec 10 victoires et une seule défaite (contre les Spurs).
Le 8 janvier 2006, il score 42 points dont 24 dans le 4ème QT et le game-winner (panier pour la gagne à 0,1 seconde du buzzer) face à son ancienne équipe des Raptors.
En 2006, il mène son équipe en playoffs et passe même le premier tour, chutant contre les futurs champions NBA, le Heat de Miami en demi-finale de conférence.

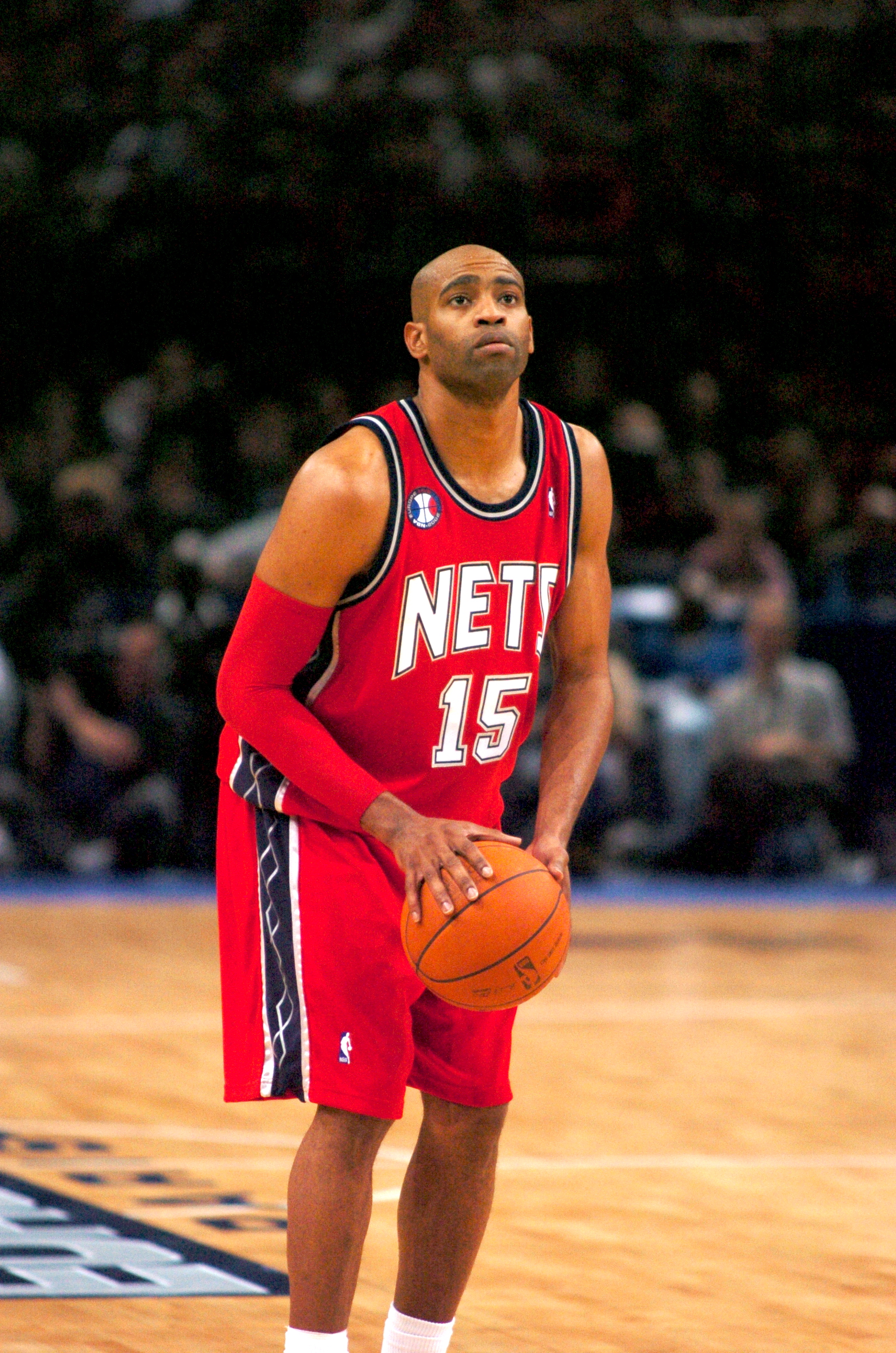
Vince Carter, le 09 octobre 2008 à Paris lors d'un match de pré-saison.

En 2007, lors d'un match contre les Wizards de Washington, les Nets du New Jersey deviennent grâce à Vince Carter et Jason Kidd, la première équipe depuis Michael Jordan et Scottie Pippen aux Bulls de Chicago, à réaliser deux triple-double dans le même match. (46 points, 16 rebonds, 10 passes décisives) pour Carter (10 points, 18 rebonds, 16 passes décisives) pour Kidd (victoire 120-114).
Pour les playoffs de 2007, il retrouve les Raptors au premier tour que les Nets battent 4-2 avec un Vince Carter qui participe activement à l’élimination des Raptors en plantant 25 points par match. Les Nets font ensuite face au deuxième tour aux Cavaliers de Cleveland (futur finaliste). Les Nets perdent la série aussi 4-2. Lors du Game 2, Carter inscrit 26 points mais cela reste insuffisant face aux 36 points et 12 assists de Lebron James (défaite 102-92).
La saison 2007-2008 avorte rapidement pour Vince Carter. Après un début de saison médiocre, il se blesse à la cheville droite lors d’un match contre les Celtics de Boston. Le 21 novembre 2008, encore une fois face aux Raptors de Toronto, il inscrit 39 points devant son ancien public. Avec un panier primé pour arracher la prolongation suivi du game winner en prolongation.
Le Big Three des Nets est dissout à la suite des échanges de Jason Kidd et de Richard Jefferson. La saison 2008-2009 s'annonce difficile pour les Nets, mais grâce à l'éclosion de Devin Harris et la régularité de Carter, les Nets comptent à mi-décembre un bilan équilibré de 13 victoires et de 13 défaites. Ils finissent l'année avec 34 victoires pour 48 défaites, faisant d'eux la onzième équipe de la conférence Est.

### Magic d'Orlando (2009-2010)
Fin juin 2009, il est envoyé au Magic d'Orlando avec Ryan Anderson contre Courtney Lee, Tony Battie et Rafer Alston. Il retourne ainsi dans sa région natale, la Floride, et intègre une équipe qui joue le titre (Dwight Howard, Rashard Lewis, Jameer Nelson, Mickaël Piétrus).
Il réalise une saison moyenne (16,6 pts) avec le Magic d'Orlando. En Février 2010, il claque une pointe à 48 points à 19/27 aux tirs un soir contre les Hornets de New-Orleans pour une victoire 123-117. Le 18 mars 2010, Carter marque 27 points et fait 6 assists contre le Miami Heat de Dwayne Wade (36 Pts, 10 Rebs, 7 Assists pour "Flash") pour une victoire 108-102.
L'équipe arrive néanmoins en finale de la conférence Est des Playoffs mais s'incline face aux Celtics de Boston emmenés par Rajon Rondo en 6 matches.

### Suns de Phoenix (2010-2011)

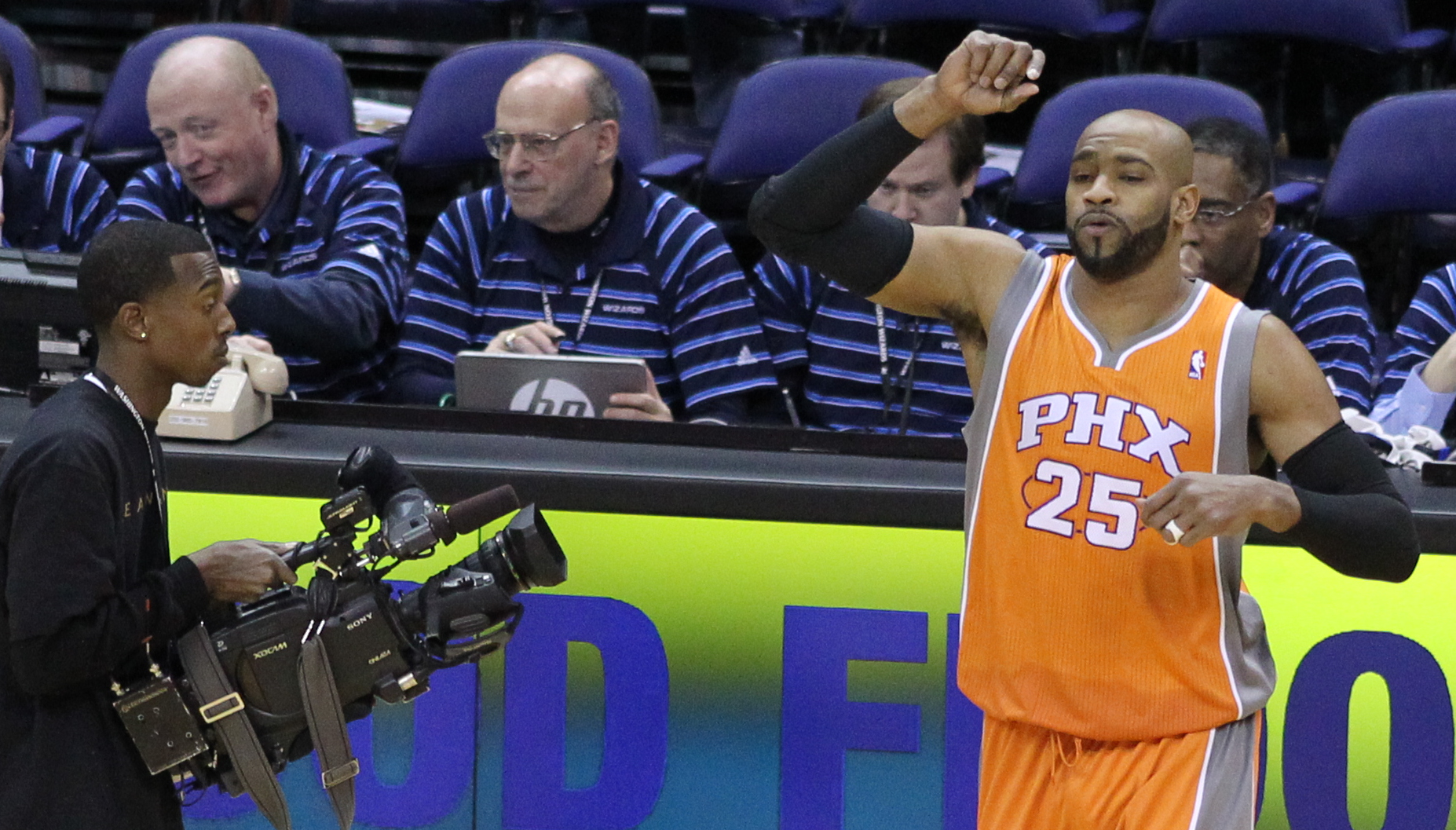
Vince Carter en janvier 2011 avec Phoenix.

Le 18 décembre 2010, Vince Carter rejoint les Suns de Phoenix en compagnie de Marcin Gortat, Mickaël Piétrus, un premier tour de draft 2011 et 3 millions de dollars contre Hedo Turkoglu, Jason Richardson et Earl Clark.
Le 17 janvier 2011, lors d'un match contre les Knicks de New York, Vince réalise une très belle prestation (29 points, 12 rebonds et 4 passes décisives) et il passe le cap des 20 000 points en carrière (saison régulière uniquement). Il fait désormais partie des très rares joueurs (comme Paul Pierce) à totaliser autant de points et à être encore en activité.
Il est libéré de son contrat le 9 décembre 2011.

### Mavericks de Dallas (2011-2014)

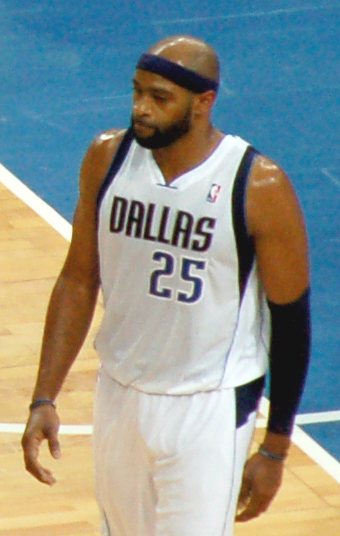
Vince Carter en octobre 2012 avec Dallas.

Le 12 décembre 2011, Carter a signé un contrat de trois ans avec les Mavericks de Dallas. Ce déménagement a permis à Carter de retrouver son ancien coéquipier des Nets du New Jersey, Jason Kidd. Le 20 avril 2012, contre les Warriors de Golden State, Carter est devenu le 8e joueur de l’histoire de la NBA à inscrire 1 500 paniers à trois points en carrière.
Le 13 février 2013, dans une victoire 123-100 contre les Kings de Sacramento, Carter a marqué 26 points pour dépasser Larry Bird sur la liste des meilleurs marqueurs de la NBA, le classant à la 29e place. Il est également devenu le 11e joueur de la NBA avec au moins 1 600 paniers à trois points. Il a terminé la saison à la 27e place avec 22 223 points en carrière. Ses 162 paniers à trois points ont égalé son record en une saison (162 avec Toronto en 2000-2001). Au cours de la saison, il est passé de la 17e place à la 11e place sur la liste meilleurs marqueurs à 3 points en carrière.
Avant la saison 2013-2014, Carter s’est imposé comme le sixième homme des Mavericks, après le départ de Jason Terry. Il a marqué en moyenne 10,5 points et a tiré à 37,6% pendant les 22 premiers matchs de la saison en raison des responsabilités accrues. Il a vu ses statistiques s’améliorer en décembre, avec une moyenne de 12,5 points, à 44,3 % sur un ensemble de 18 matchs. Le 16 mars 2014, lors de la victoire des siens chez le Thunder d'Oklahoma City, il passe la barre des 23 000 points marqués en carrière. Il devient le 27e joueur de la NBA à passer la marque de 23 000 points.
Le 26 avril 2014, lors du match 3 du premier tour des playoffs, Carter inscrit le panier à trois points de la victoire au buzzer, face aux Spurs de San Antonio, alors que son équipe était menée de deux points à la suite du lay-up d'Emanuel Ginóbili. Les Mavericks mènent alors la série 2 à 1, mais devront s'incliner 4 à 3 face aux Spurs, qui allaient remporter le titre de champion NBA. VC était à 11 points par match.

### Grizzlies de Memphis (2014-2017)
Après 3 saisons passées à Dallas, Vince Carter s'engage avec les Grizzlies de Memphis pour les 3 prochaines saisons avec un contrat de 12,2 millions de dollars, avec l'objectif de gagner le titre. Le 17 décembre 2014, Carter a marqué 18 points dans une victoire en prolongation 117-116 contre les Spurs de San Antonio. Carter est passé au 25e rang des pointeurs des meilleurs marqueurs dépassant Robert Parish (23 334 points). Le 24 février 2016, avec 9 points marqués contre les Lakers de Los Angeles, Carter a dépassé Charles Barkley (23 757 points) pour la 25e place.
Pour la deuxième moitié d’avril et toute la série éliminatoire du premier tour des playoffs contre les Spurs, Carter a été intégré dans le cinq de départ et a bien joué. Dans le match 1 contre les Spurs, Carter a marqué 16 points dans une défaite 106-74. Les Grizzlies ont ensuite perdu la série en quatre matchs. Après avoir terminé 2e derrière Tim Duncan lors de la saison 2014-2015, Carter a reçu le prix Twyman-Stokes, du coéquipier de l’année pour la saison 2015-2016. Le prix reconnaît le joueur considéré comme le meilleur coéquipier en raison du partage du jeu, du leadership sur le terrain et hors du terrain, en tant que mentor et modèle pour les autres joueurs de la NBA, ainsi que de l’engagement et du dévouement envers l’équipe.
Le 1er novembre 2016, Carter a joué dans son 1 278ème match de la NBA, le liant à A.C. Green à la 25e place sur la liste du nombre de matchs joué en carrière. Il est aussi devenu le 24e joueur de l’histoire de la NBA à dépasser 24 000 points en carrière. Le 8 novembre, il a marqué 20 points contre les Nuggets de Denver et est devenu le plus vieux joueur de la NBA à afficher un match d'au moins 20 points depuis Michael Jordan et ses 25 points pour les Wizards de Washington en avril 2003, à l’âge de 40 ans. Le 12 novembre, Carter a dépassé Charles Oakley pour la 24e place du nombre de matchs en carrière avec 1283 matchs à son actif. Carter a raté 7 matchs au début du mois de décembre pour une blessure de la hanche droite.
Le 11 janvier, Carter a marqué un tir à trois points en carrière pour devancer Jason Kidd et se hisser au 5e rang de tous les temps avec 1 989 paniers à trois points. Le 1er février, dans un match contre les Nuggets de Denver, Carter a inscrit son 2000e panier à trois points en carrière, faisant de lui le cinquième joueur à atteindre ce stade. Le 6 février contre San Antonio, Carter a rejoint Karl Malone, Dikembe Mutombo, Kareem Abdul-Jabbar et Robert Parish comme les seuls joueurs de 40 ans à enregistrer au moins 4 contres dans un match. Le 15 février, dans un match contre les Pelicans de La Nouvelle-Orléans, Carter a dépassé Allen Iverson pour être 23e meilleur marqueur de tous les temps. Le 13 mars, Carter a été titularisé pour la première fois de la saison et a réussi ses huit tirs, dont six à trois points, pour marquer un record de la saison de 24 points et mener les Grizzlies à la victoire contre les Bucks de Milwaukee, 113-93. Il est devenu le premier joueur de 40 ans dans l’histoire de la NBA à inscrire 6 trois points en un match. À 40 ans et 46 jours, Carter est également devenu le plus vieux joueur à commencer un match de la NBA depuis Juwan Howard en avril 2013. Le 29 mars contre les Pacers de l'Indiana, Carter a dépassé Ray Allen pour la 22e place sur la liste des meilleurs marqueurs de la NBA. Le 12 avril, contre les Mavericks de Dallas, Carter a joué son 1 347ème match et a passé Kobe Bryant à la 13e place. Le 22 avril, Carter est devenu le premier joueur d'au moins 40 ans, à inscrire plus de 3 paniers à trois points dans un match de playoffs, pendant le match 4 du premier tour des Grizzlies contre les Spurs de San Antonio.

### Kings de Sacramento (2017-2018)
Le 10 juillet 2017, Vinsanity signe avec les Kings de Sacramento pour un an et 8 millions de dollars. Le 18 août 2017, lors des Players Voice Awards, Carter a été nommé par l’Association des joueurs de la NBA comme le vétéran le plus influent. Le 27 décembre 2017, Vince marque 24 points (10/12 au tir dont 4/5 à trois points) en sortie de banc dans une victoire contre les Cavaliers de Cleveland (109-95). Depuis qu'il a dépassé les 40 ans, il ne s'agit que de son troisième match à plus de 20 points. Le 28 janvier 2018, à 41 ans et deux jours précisément, il marque 21 points avec Sacramento contre San Antonio, du jamais vu pour un joueur de cet âge depuis Kareem Abdul-Jabbar en 1989. Sur ce même match, Manu Ginóbili marque 15 points, ce qui constitue le premier match de l’histoire de la NBA où deux joueurs de plus de 40 ans ont chacun marqué au moins 15 points.
Le 19 mars 2018, dans une défaite 106-90 contre les Pistons de Détroit, Carter a inscrit 7 points pour devancer Patrick Ewing à la 22e place des meilleurs marqueurs en carrière.
A l'issue de la saison, en 58 matches, il avait des moyennes de 5,4 points et 2,6 rebonds. Les Kings ont terminé la saison avec 27 victoires et 55 défaites.

### Hawks d'Atlanta (2018-2020)
Le 25 juillet 2018, il signe un contrat d'un an et 2,4 millions de dollars avec les Hawks d'Atlanta. Avec cette saison, VC fait partie du club très fermé des joueurs qui ont disputé 21 saisons en NBA (trois pour l’instant sont dans ce cas : Robert Parish, Kevin Willis et Kevin Garnett, tous des intérieurs). À bientôt 42 ans, il est devenu un modèle de longévité. Lors de ses débuts pour les Hawks le 17 octobre 2018, Carter a commencé le match et a marqué 12 points dans une défaite 126 -107 contre les Knicks de New York, devenant ainsi le deuxième joueur le plus âgé de l’histoire de l'histoire à commencer la saison à 41 ans et 264 jours. Seul Robert Parish (42 ans et 65 jours) était plus âgé que Carter lors de la soirée d’ouverture de la NBA.
Le 21 novembre, il a marqué 14 points en sortant du banc dans une défaite 124-108 contre les Raptors de Toronto, devenant ainsi le 22e joueur de l’histoire de la NBA à atteindre 25 000 points en carrière, sur un dunk. Le 29 décembre, il a marqué 21 points contre les Cavaliers de Cleveland, devenant le plus vieux joueur de l’histoire à mener son équipe au scoring sur un match. Il est également devenu le plus vieux joueur de l’histoire de la NBA à marquer plus de 20 points à 41 ans et 337 jours, battant le record de Kareem Abdul-Jabbar de 6 jours. Le 7 février 2019, face aux Raptors, Carter a dépassé Jerry West pour la 21e place sur la liste des meilleurs marqueurs de tous les temps en NBA. Le 1er mars 2019, à 42 ans, Carter est devenu le plus vieux joueur de l’histoire de la NBA à jouer au moins 45 minutes dans un match, dans une défaite 168-161 face aux Bulls de Chicago. Le 4 mars, il a marqué 21 points, tous sur des paniers à trois points, dans une défaite contre le Heat de Miami. Il a donc dépassé Reggie Miller pour la 20e place des meilleurs marqueurs et a battu son propre record d’être le plus vieux joueur à marquer plus de 20 points dans un match, à 42 ans. Le 31 mars, face aux Bucks de Milwaukee, Carter a dépassé Karl Malone pour la 5e place sur la liste du plus grand nombre de matchs joués avec son 1 477ème match.
En juin 2019, Carter a déclaré qu’il prévoyait prendre sa retraite à la fin de la saison 2019-2020. Le 20 septembre 2019, Carter a re-signé avec les Hawks et a joué son premier match le 24 octobre 2019, rendant sa 22e saison officielle. Quatre des coéquipiers de Carter sont nés quelque temps après sa sélection à la draft de 1998. Le 10 décembre 2019, il est devenu le 5e joueur de l’histoire de la NBA à jouer au moins 1 500 matchs. Le 4 janvier 2020, il entre en jeu contre les Pacers de l'Indiana et devient le premier joueur de l'histoire de la NBA à évoluer dans 4 décennies différentes. Le 22 janvier 2020, Carter a dépassé Alex English pour devenir le 19e meilleur marqueur de tous les temps. Le 31 janvier 2020, Carter s’est hissé au 3e rang du plus grand nombre de matchs joués en NBA avec 1 523 matchs, dépassant Dirk Nowitzki. Le 11 mars 2020 contre les Knicks de New York, Carter est revenu dans le match dans les dernières secondes, marquant un panier à trois points dans ce qui sera son dernier match.
Il annonce, le 25 juin 2020, la décision de prendre sa retraite après 22 saisons passées au sein de la ligue.

## Carrière internationale
Carter a joué pour l’entraîneur, Kelvin Sampson, au sein de l’équipe nationale masculine des moins de 19 ans des États-Unis lors de la Coupe du monde des moins de 19 ans 1995, à Athènes.
Lors des Jeux olympiques d’été de 2000 à Sydney, Carter a exécuté l’un des dunks les plus mémorables de sa carrière quand il a sauté le pivot français Frédéric Weis, mesurant 2,18m. Son coéquipier Jason Kidd a dit "C’était l’une des meilleures actions que j’ai jamais vues." Les médias français l’ont ensuite surnommé "le dunk de la mort". L’équipe américaine a remporté la médaille d’or cette année-là et Carter a mené l’équipe avec 14,8 points par match. Carter a admis qu’il canalisait ses frustrations dans sa vie personnelle et que Tracy McGrady quittait les Raptors avant les Jeux olympiques.
Carter a remplacé Kobe Bryant dans l'effectif des États-Unis pour le Championnat des Amériques 2003 de la FIBA. Il portait le maillot de Bryant numéro 8. Bryant était censé reprendre sa place à temps pour les Jeux olympiques de 2004. Cependant, Bryant s’est retiré plus tard en raison des accusations de viol auxquelles il faisait face à ce moment-là. Carter s’est vu offrir la place olympique, mais il a refusé, car il estimait avoir besoin de prendre un congé pendant l’été pour se reposer et guérir, et il se mariait également à ce moment-là.

## Palmarès

### En sélection nationale
- Médaillé d'or aux Jeux olympiques d'été de 2000.
- Médaillé d'or au Championnat des Amériques de 2003.

### En franchise
- Champion de la Division Southest en 2010 avec le Magic d'Orlando.
- Champion de la Division Atlantique en 2006 avec les Nets du New Jersey.

### Distinctions personnelles
- NBA Rookie of the Year en 1999.
- NBA All-Rookie First Team en 1999.
- All NBA Second Team en 2001 et 2006.
- All NBA Third Team en 2000.
- 8 sélections au NBA All-Star Game: 2000, 2001, 2002, 2003, 2004, 2005, 2006 et 2007 (n'a pas joué en 2002 pour cause de blessure).
- Vainqueur du Slam Dunk Contest en 2000.
- NBA Sportsmanship Award en 2020
- Sélectionné parmi les 100 meilleurs joueurs de basketball de tous les temps par Slam (magazine).

Il est le sixième joueur quadragénaire (40 et plus) à marquer plus de 20 points dans un match.

## Statistiques

### Universitaires
Les statistiques de Vince Carter en matchs universitaires sont les suivantes :
| Saison    | Équipe           | Matchs | Titul. | Min./m | % Tir | % 3pts | % LF | Rbds/m. | Pass/m. | Int/m. | Ctr/m. | Pts/m. |
| --------- | ---------------- | ------ | ------ | ------ | ----- | ------ | ---- | ------- | ------- | ------ | ------ | ------ |
| 1995-1996 | Caroline du Nord | 31     |        | 17,9   | 49,2  | 34,5   | 68,9 | 3,8     | 1,3     | 0,6    | 0,6    | 7,5    |
| 1996-1997 | Caroline du Nord | 34     |        | 27,6   | 52,5  | 33,6   | 75,0 | 4,5     | 2,4     | 1,4    | 0,8    | 13,0   |
| 1997-1998 | Caroline du Nord | 38     |        | 31,2   | 59,1  | 41,1   | 68,0 | 5,1     | 1,9     | 1,2    | 0,9    | 15,6   |
| Carrière  | Carrière         | 103    |        | 23,0   | 54,7  | 36,8   | 70,5 | 4,5     | 1,9     | 1,1    | 0,8    | 12,3   |

### Professionnelles

#### Saison régulière
Légende :
| Leader de la ligue | Titre recrue de l'année |

gras = ses meilleures performances
Statistiques en saison régulière de Vince Carter
| Saison        | Équipe        | Matchs | Titul. | Min./m | % Tir | % 3pts | % LF | Rbds/m. | Pass/m. | Int/m. | Ctr/m. | Pts/m. |
| ------------- | ------------- | ------ | ------ | ------ | ----- | ------ | ---- | ------- | ------- | ------ | ------ | ------ |
| 1998-1999*    | Toronto       | 50     | 49     | 35,2   | 45,0  | 28,8   | 76,1 | 5,66    | 2,98    | 1,10   | 1,54   | 18,26  |
| 1999-2000     | Toronto       | 82     | 82     | 38,1   | 46,5  | 40,3   | 79,1 | 5,80    | 3,93    | 1,34   | 1,12   | 25,70  |
| 2000-2001     | Toronto       | 75     | 75     | 39,7   | 46,0  | 40,8   | 76,5 | 5,55    | 3,88    | 1,52   | 1,09   | 27,60  |
| 2001-2002     | Toronto       | 60     | 60     | 39,8   | 42,8  | 38,7   | 79,8 | 5,22    | 3,98    | 1,57   | 0,72   | 24,73  |
| 2002-2003     | Toronto       | 43     | 42     | 34,2   | 46,7  | 34,4   | 80,6 | 4,37    | 3,33    | 1,12   | 0,95   | 20,56  |
| 2003-2004     | Toronto       | 73     | 73     | 38,2   | 41,7  | 38,3   | 80,6 | 4,78    | 4,77    | 1,21   | 0,89   | 22,53  |
| 2004-2005     | Toronto       | 20     | 20     | 30,4   | 41,1  | 32,2   | 69,4 | 3,30    | 3,05    | 1,25   | 0,75   | 15,85  |
| 2004-2005     | New Jersey    | 57     | 56     | 38,9   | 46,2  | 42,5   | 81,7 | 5,88    | 4,67    | 1,47   | 0,58   | 27,53  |
| 2005-2006     | New Jersey    | 79     | 79     | 36,8   | 43,0  | 34,1   | 79,9 | 5,85    | 4,28    | 1,19   | 0,67   | 24,19  |
| 2006-2007     | New Jersey    | 82     | 82     | 38,1   | 45,4  | 35,7   | 80,2 | 6,00    | 4,79    | 1,00   | 0,37   | 25,24  |
| 2007-2008     | New Jersey    | 76     | 72     | 38,9   | 45,6  | 35,9   | 81,6 | 5,96    | 5,12    | 1,22   | 0,43   | 21,34  |
| 2008-2009     | New Jersey    | 80     | 80     | 36,8   | 43,7  | 38,5   | 81,7 | 5,12    | 4,70    | 1,02   | 0,57   | 20,77  |
| 2009-2010     | Orlando       | 75     | 74     | 30,8   | 42,8  | 36,7   | 84,0 | 3,91    | 3,15    | 0,71   | 0,24   | 16,59  |
| 2010-2011     | Orlando       | 22     | 22     | 30,2   | 47,0  | 34,6   | 74,7 | 4,09    | 2,91    | 0,91   | 0,14   | 15,14  |
| 2010-2011     | Phoenix       | 51     | 41     | 27,2   | 42,2  | 36,6   | 73,5 | 3,63    | 1,61    | 0,92   | 0,33   | 13,51  |
| 2011-2012*    | Dallas        | 61     | 40     | 25,3   | 41,1  | 36,1   | 82,6 | 3,36    | 2,28    | 0,92   | 0,41   | 10,08  |
| 2012-2013     | Dallas        | 81     | 3      | 25,8   | 43,5  | 40,6   | 81,6 | 4,12    | 2,40    | 0,91   | 0,54   | 13,43  |
| 2013-2014     | Dallas        | 81     | 0      | 24,4   | 40,7  | 39,4   | 82,1 | 3,51    | 2,62    | 0,75   | 0,43   | 11,94  |
| 2014-2015     | Memphis       | 66     | 1      | 16,5   | 33,3  | 29,7   | 78,9 | 2,02    | 1,20    | 0,65   | 0,21   | 5,82   |
| 2015-2016     | Memphis       | 60     | 3      | 16,8   | 38,8  | 34,9   | 83,3 | 2,43    | 0,93    | 0,63   | 0,27   | 6,58   |
| 2016-2017     | Memphis       | 73     | 15     | 24,7   | 39,4  | 37,8   | 76,5 | 3,11    | 1,82    | 0,82   | 0,49   | 8,03   |
| 2017-2018     | Sacramento    | 58     | 4      | 17,7   | 40,3  | 34,5   | 75,7 | 2,55    | 1,19    | 0,72   | 0,45   | 5,40   |
| 2018-2019     | Atlanta       | 76     | 9      | 17,5   | 41,9  | 38,9   | 71,2 | 2,55    | 1,14    | 0,58   | 0,36   | 7,39   |
| 2019-2020     | Atlanta       | 60     | 0      | 14,6   | 35,2  | 30,2   | 79,3 | 2,07    | 0,80    | 0,38   | 0,42   | 4,97   |
| Carrière      | Carrière      | 1541   | 982    | 30,1   | 43,5  | 37,1   | 79,8 | 4,29    | 3,06    | 0,99   | 0,58   | 16,70  |
| All-Star Game | All-Star Game | 7      | 5      | 20,7   | 47,7  | 37,5   | 60,0 | 2,6     | 1,9     | 0,9    | 0,1    | 21,1   |

Note: *Les saisons 1998-1999 et 2011-2012 ont été réduites respectivement à 50 et 66 matchs en raison d'un Lock out.

Dernière modification le 12 mars 2020
Il est classé 19e des meilleurs marqueurs en saison régulière de tous les temps.

#### Playoffs
Statistiques en Playoffs de Vince Carter,.
| Saison   | Équipe     | Matchs | Titul. | Min./m | % Tir | % 3pts | % LF  | Rbds/m. | Pass/m. | Int/m. | Ctr/m. | Pts/m. |
| -------- | ---------- | ------ | ------ | ------ | ----- | ------ | ----- | ------- | ------- | ------ | ------ | ------ |
| 2000     | Toronto    | 3      | 3      | 39,7   | 30,0  | 10,0   | 87,1  | 6,00    | 6,43    | 1,00   | 1,33   | 19,33  |
| 2001     | Toronto    | 12     | 12     | 44,9   | 43,6  | 41,0   | 78,4  | 6,50    | 4,67    | 1,67   | 1,67   | 27,25  |
| 2005     | New Jersey | 4      | 4      | 44,8   | 36,5  | 31,6   | 86,1  | 8,50    | 5,75    | 2,25   | 0,00   | 26,75  |
| 2006     | New Jersey | 11     | 11     | 40,9   | 46,3  | 24,1   | 79,6  | 7,00    | 5,27    | 1,82   | 0,55   | 29,64  |
| 2007     | New Jersey | 12     | 12     | 40,4   | 39,6  | 38,9   | 69,3  | 6,83    | 5,33    | 0,92   | 0,58   | 22,33  |
| 2010     | Orlando    | 14     | 14     | 34,3   | 40,2  | 23,5   | 82,6  | 4,21    | 2,29    | 0,86   | 0,21   | 15,50  |
| 2012     | Dallas     | 4      | 4      | 26,8   | 29,3  | 30,0   | 75,0  | 5,50    | 0,25    | 1,25   | 0,50   | 8,25   |
| 2014     | Dallas     | 7      | 7      | 27,1   | 45,6  | 48,4   | 78,6  | 3,57    | 2,43    | 0,43   | 0,29   | 12,57  |
| 2015     | Memphis    | 11     | 0      | 17,8   | 40,3  | 25,0   | 88,9  | 4,27    | 1,00    | 0,64   | 0,18   | 6,27   |
| 2016     | Memphis    | 4      | 4      | 22,7   | 45,5  | 70,0   | 100,0 | 3,75    | 1,25    | 0,50   | 0,25   | 11,25  |
| 2017     | Memphis    | 6      | 6      | 32,5   | 47,6  | 40,0   | 100,0 | 3,33    | 1,50    | 0,33   | 0,00   | 9,17   |
| Carrière | Carrière   | 88     | 77     | 34,4   | 41,6  | 33,8   | 79,6  | 5,42    | 3,35    | 1,07   | 0,53   | 18,10  |

## Records en NBA

### Records sur une rencontre
Les records personnels de Vince Carter en NBA sont les suivants, :
| Record de la franchise |

| Type de statistique        | Saison régulière | Saison régulière        | Saison régulière | Playoffs | Playoffs              | Playoffs      |
| Type de statistique        | Record           | Adversaire              | Date             | Record   | Adversaire            | Date          |
| -------------------------- | ---------------- | ----------------------- | ---------------- | -------- | --------------------- | ------------- |
| Points                     | 51               | 2 fois                  | 2 fois           | 50       | 76ers de Philadelphie | 11 mai 2001   |
| Paniers marqués            | 20               | Bucks de Milwaukee      | 14 janvier 2000  | 19       | 76ers de Philadelphie | 11 mai 2001   |
| Paniers tentés             | 36               | @ 76ers de Philadelphie | 21 janvier 2001  | 37       | Heat de Miami         | 28 avril 2005 |
| Paniers à 3 points réussis | 9                | Grizzlies de Memphis    | 11 décembre 2006 | 9        | 76ers de Philadelphie | 11 mai 2001   |
| Paniers à 3 points tentés  | 20               | Grizzlies de Memphis    | 11 décembre 2006 | 13       | 76ers de Philadelphie | 11 mai 2001   |
| Lancers francs réussis     | 23               | @ Heat de Miami         | 23 décembre 2005 | 15       | @ Heat de Miami       | 8 mai 2006    |
| Lancers francs tentés      | 27               | @ Suns de Phoenix       | 30 décembre 2000 | 19       | @ Heat de Miami       | 8 mai 2006    |
| Rebonds offensifs          | 8                | 2 fois                  | 2 fois           | 5        | 76ers de Philadelphie | 13 mai 2001   |
| Rebonds défensifs          | 13               | 2 fois                  | 2 fois           | 14       | Pacers de l'Indiana   | 2 mai 2006    |
| Rebonds totaux             | 16               | Wizards de Washington   | 7 avril 2007     | 15       | Pacers de l'Indiana   | 2 mai 2006    |
| Passes décisives           | 14               | @ Bucks de Milwaukee    | 9 janvier 2009   | 10       | 2 fois                | 2 fois        |
| Interceptions              | 6                | 5 fois                  | 5 fois           | 6        | @ Pacers de l'Indiana | 29 avril 2006 |
| Contres                    | 6                | Bulls de Chicago        | 28 mars 1999     | 4        | 76ers de Philadelphie | 11 mai 2001   |
| Balles perdues             | 9                | 2 fois                  | 2 fois           | 7        | Heat de Miami         | 28 avril 2005 |
| Minutes jouées             | 63               | Kings de Sacramento     | 23 février 2001  | 55       | Heat de Miami         | 28 avril 2005 |

- Double-double : 99 (dont 9 en playoffs)
- Triple-double : 5

### Records de franchise

#### Raptors de Toronto
- 3ème marqueur de l'histoire de la franchise avec 9 420 points - 1ère Meilleure moyenne de points par match (23.4)
- 4ème au contre avec 415 contres.
- 5ème intercepteur avec 534 interceptions.
- 6ème passeur avec 1553 passes décisives.
- 8ème aux rebonds avec 2091 rebonds.
- Le tout en 403 matches avec les Raptors de Toronto.

#### Nets du New Jersey
- 3ème marqueur de l'histoire de la franchise avec 8 834 points - 3ème meilleure moyenne de points par match (23.6)
- 6ème passeur avec 1762 passes décisives.
- Plus grand nombre de tirs à 3 points inscrits dans un match: 9 (11 décembre 2006 contre les Grizzlies de Memphis).
- Plus grand nombre de points inscrits en une saison : 2 070 (2006-07).
- Plus grand nombre de matchs consécutifs à 20 points ou plus: 23 (2005-06).
- Premier joueur de l'histoire des Nets à inscrire plus de 2 000 points en une saison (2006-07).

### Records en carrière
- Record du nombre de saisons jouées en NBA avec 22 saisons.
- Record du nombre de lancers-francs réussis dans un quart-temps avec 16 lancers-francs, le 23 décembre 2005 contre le Heat de Miami.
- Record de tirs à trois points réussis dans un match de playoffs avec 9 tirs à trois points, le 11 mai 2001 contre les 76ers de Philadelphie (à égalité avec Rex Chapman, Ray Allen qui l'a réalisé deux fois et Jason Terry).
- Record de tirs à trois points réussis en une mi-temps dans un match de playoffs avec 8 tirs à 3 points, le 11 mai 2001 contre les 76ers de Philadelphie.

## Salaires
| Année       | Équipe      | Salaire       |
| ----------- | ----------- | ------------- |
| 1998-1999   | Toronto     | 1 760 000 $   |
| 1999-2000   | Toronto     | 2 267 280 $   |
| 2000-2001   | Toronto     | 2 425 440 $   |
| 2001-2002   | Toronto     | 3 073 032 $   |
| 2002-2003   | Toronto     | 10 067 750 $  |
| 2003-2004   | Toronto     | 11 326 219 $  |
| 2004-2005   | New Jersey  | 12 584 688 $  |
| 2005-2006   | New Jersey  | 13 843 156 $  |
| 2006-2007   | New Jersey  | 15 101 625 $  |
| 2007-2008   | New Jersey  | 13 320 000 $  |
| 2008-2009   | New Jersey  | 14 724 125 $  |
| 2009-2010   | Orlando     | 16 123 250 $  |
| 2010-2011   | Phoenix     | 17 552 375 $  |
| 2011-2012   | Phoenix     | 4 000 000 $   |
| 2011-2012*  | Dallas      | 2 414 634 $   |
| 2012-2013   | Dallas      | 3 090 000 $   |
| 2013-2014   | Dallas      | 3 180 000 $   |
| 2014-2015   | Memphis     | 3 911 981 $   |
| 2015-2016   | Memphis     | 4 088 019 $   |
| 2016-2017   | Memphis     | 4 265 057 $   |
| 2017-2018   | Sacramento  | 8 000 000 $   |
| 2018-2019   | Atlanta     | 2 393 887 $   |
| 2019-2020   | Atlanta     | 2 564 753 $   |
| Total Gains | Total Gains | 186 886 084 $ |

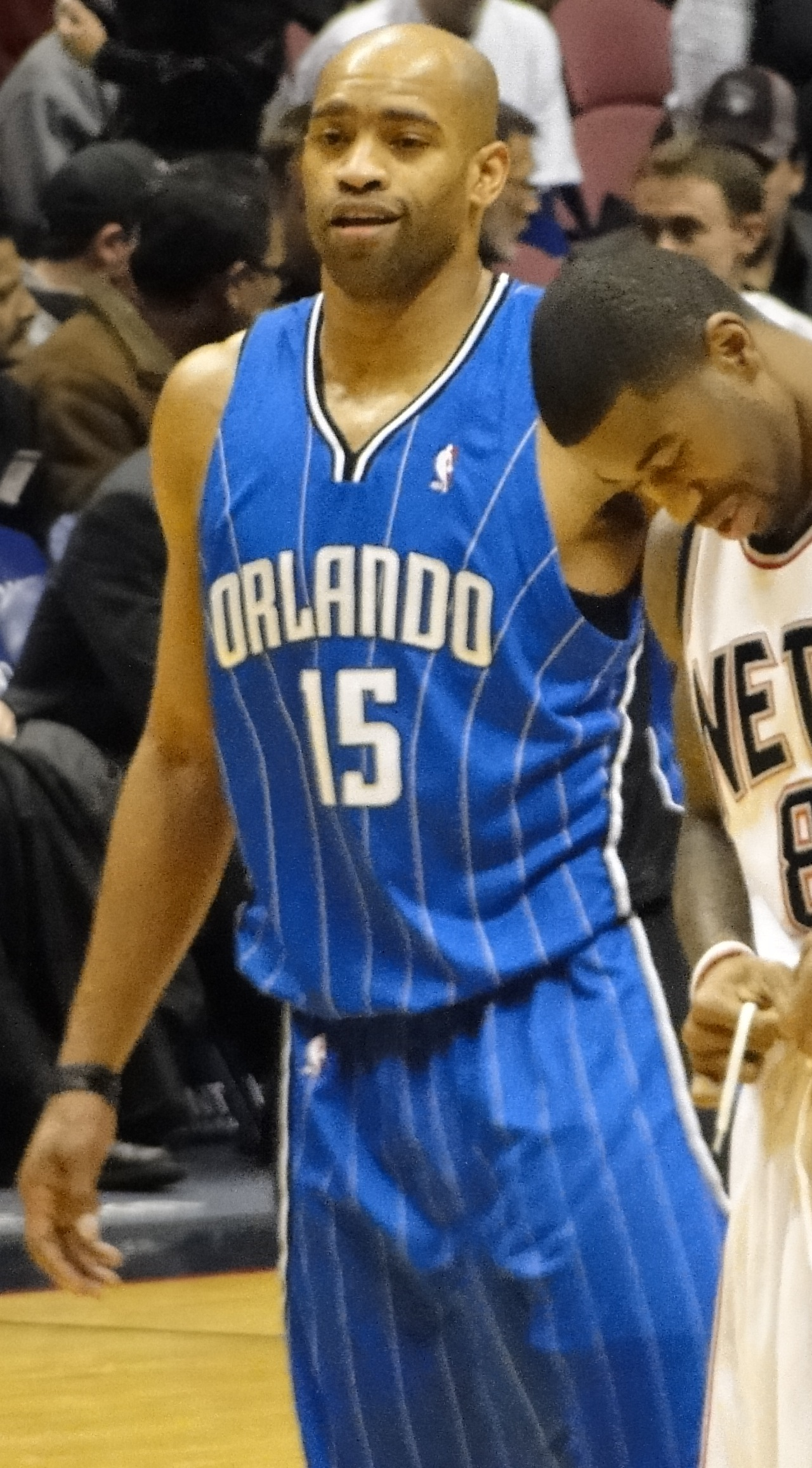
Vince Carter en 2010.

Note : * En 2011, le salaire moyen d'un joueur évoluant en NBA est de 5 150 000 $.

## Jeux vidéo, TV et films
- Apparaît en couverture de NBA Live 2004.
- Apparaît en couverture de NBA Inside Drive 2002.
- Apparaît dans le film Like Mike, où l'équipe de fiction des Los Angeles Knights doit battre Carter et les Raptors de Toronto pour aller en playoffs.
- Apparaît dans le clip musical de Fabolous en 2002, du titre "This Is My Party", et dans le clip de Glenn Lewis en 2003 pour "Back for More".
- Apparaît dans la série télévisée Moesha, dans son propre personnage, dans l'épisode Mis-Directed Study en 1999.
- Un documentaire sur lui-même appelé, The Carter Effect, par Sean Menard a été diffusé en 2017 au Toronto International Film Festival, à propos de son impact sur la mise en lumière du basket-ball canadien[59]. Il est aussi disponible sur Netflix[60].
- Vince Carter apparaît en 2008 dans Barkley, Shut Up and Jam: Gaiden.

## Pour approfondir
- Liste des meilleurs marqueurs en NBA en carrière.
- Liste des meilleurs intercepteurs en NBA en carrière.
- Liste des meilleurs marqueurs à trois points en NBA en carrière.
- Liste des joueurs NBA ayant perdu le plus de ballons en carrière.
- Liste des meilleurs marqueurs à trois points en NBA en carrière.
- Liste des joueurs les plus assidus en NBA en carrière.
- Liste des joueurs en NBA ayant joué plus de 1 000 matchs en carrière.
- Liste des meilleurs tireurs de lancers francs en NBA en carrière.
- Liste des joueurs de NBA avec 50 points et plus sur un match de playoffs.
- Liste des médaillés olympiques en basket-ball.
- Records NBA.